# Jakob Grand
Jakob Grand (* 1646 in Gajato (Modena), Italien; † 11. Februar 1691 in Venedig) war ein venezianischer Arzt und Mitglied der Gelehrtenakademie „Leopoldina“.
Jakob Grand war Vorsitzender des chirurgischen Collegiums und Professor der Anatomie in Venedig.
Am 25. März 1688 wurde Jakob Grand mit dem Beinamen SENECA I. als Mitglied (Matrikel-Nr. 158) in die Leopoldina aufgenommen.